# Pithoragarh (Distrikt)
Der Distrikt Pithoragarh (Hindi पिथौरागढ़ जिला) ist ein Distrikt des indischen Bundesstaats Uttarakhand. Sitz der Distriktverwaltung ist Pithoragarh.

## Geografie

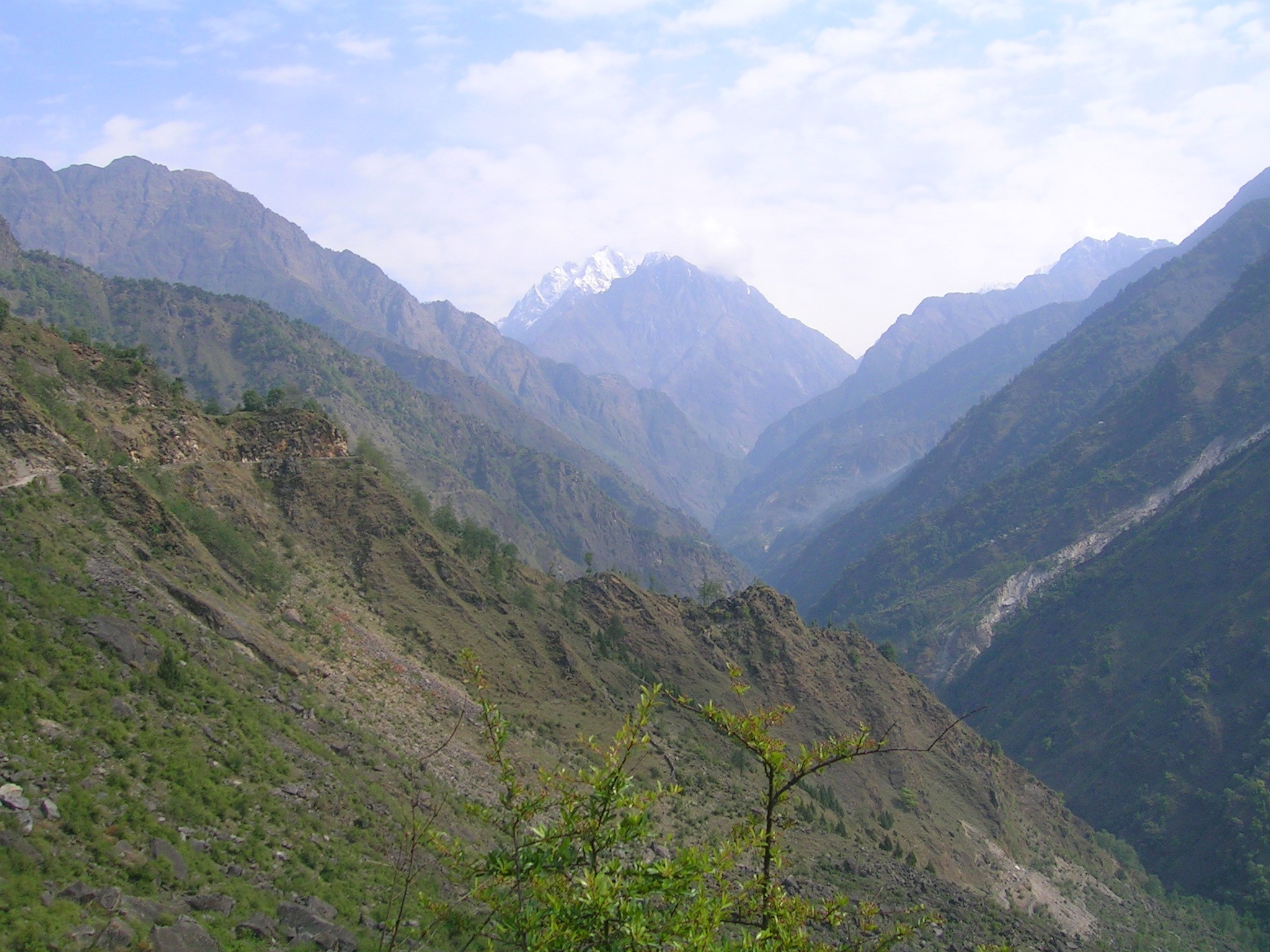
Flusstal des Gori

Der Distrikt Pithoragarh liegt in der Division Kumaon im Nordosten von Uttarakhand im Kumaon-Himalaya. Nachbardistrikte sind Chamoli, Bageshwar und Almora im Westen und Champawat im Süden. Im Osten grenzt der Distrikt Pithoragarh an Nepal. Der Flusslauf des Kali bildet die Grenze. Im Norden bildet die Wasserscheide des Himalaya-Hauptkamms die Grenze zum autonomen Gebiet Tibet.
Das Gebiet des Distrikts Pithoragarh befindet sich im Einzugsgebiet des Kali.
Die Fläche des Distrikts Pithoragarh beträgt 7090 km².

## Verwaltungsgliederung
Der Distrikt ist in 6  Tehsils (Munsyari, Dharchula, Didihat, Gangolihat, Berinag, Pithoragarh) und 2 Sub-Tehsils (Dewalthal, Kanalichhina) gegliedert.

## Bevölkerung
Nach der Volkszählung 2011 hatte der Distrikt Pithoragarh 483.439 Einwohner.